# A.C. Lumezzane
Associazione Calcio Lumezzane Sp A. là một câu lạc bộ bóng đá hiệp hội Ý có trụ sở tại Lumezzane, Lombardy.

## Lịch sử
Câu lạc bộ được thành lập vào năm 1948.  
Trong mùa giải thường niên 2007-08 Serie C2, Lumezzane đứng thứ tư ở bảng A và đủ điều kiện tham dự vòng play-off thăng hạng. Đội đã đánh bại Rodengo Saiano hạng ba ở bán kết, 2-1 chung cuộc. Trong trận chung kết, nó đã đánh bại Mezzocorona ở vị trí thứ năm bởi vì đây là đội được xếp hạng cao hơn sau khi cặp đấu kết thúc với tỷ số hòa 0-0, do đó giành được thăng hạng cho Lega Pro Prima Divisione cho mùa giải 2008
Vào ngày 26 tháng 11 năm 2009, Lumezzane đã đánh bại Atalanta Bergamo, một đội bóng Serie A, trên sân khách, ở Coppa Italia, mang lại cho họ một trong những chiến thắng lớn nhất trong lịch sử của họ. Mario Balotelli là cựu cầu thủ đáng chú ý nhất.